# کوه کوردو
کوه کوردو (به انگلیسی: Mount Cordeaux) یک کوه در استرالیا است که در کوئینزلند واقع شده‌است. کوه کوردو ۱٬۱۳۵ متر بالاتر از سطح دریا واقع شده‌است.